# Przysieka Stara II (gromada)
Przysieka Stara II (alt. Przysieka Stara Druga) – dawna gromada, czyli najmniejsza jednostka podziału terytorialnego Polskiej Rzeczypospolitej Ludowej w latach 1954–1972.
Gromady, z gromadzkimi radami narodowymi (GRN) jako organami władzy najniższego stopnia na wsi, funkcjonowały od reformy reorganizującej administrację wiejską przeprowadzonej jesienią 1954 do momentu ich zniesienia z dniem 1 stycznia 1973, tym samym wypierając organizację gminną w latach 1954–1972.
Gromadę Przysieka Stara II z siedzibą GRN w Przysiece Starej II (obecnie Stara Przysieka Druga) utworzono – jako jedną z 8759 gromad na obszarze Polski – w powiecie kościańskim w woj. poznańskim, na mocy uchwały nr 26/54 WRN w Poznaniu z dnia 5 października 1954. W skład jednostki weszły obszary dotychczasowych gromad Przysieka Stara I i Przysieka Stara II ze zniesionej gminy Stare Bojanowo, obszar dotychczasowej gromady Przysieka Polska ze zniesionej gminy Śmigiel oraz obszar dotychczasowej gromady Widziszewo ze zniesionej gminy Kościan – w tymże powiecie. Dla gromady ustalono 11 członków gromadzkiej rady narodowej.
Gromadę zniesiono 1 stycznia 1960, a jej obszar włączono do gromady Stare Bojanowo w tymże powiecie.